# Келеберда (Черкасская область)
Келеберда́ (укр. Келеберда) — село в Каневском районе Черкасской области Украины.
Занимает площадь 3,37 км². Почтовый индекс — 19022. Телефонный код — 4736.

## Население
Население по переписи 2001 года составляло 1194 человека.

### Языковой состав
Родной язык населения по данным переписи 2001 года:
| Язык       | Численность, чел. | Доля     |
| ---------- | ----------------- | -------- |
| Украинский | 1 139             | 95,39 %  |
| Русский    | 42                | 3,52 %   |
| Армянский  | 13                | 1,09 %   |
| Итого      | 1 194             | 100,00 % |

## Местный совет
19022, Черкасская обл., Каневский р-н, с. Келеберда